# 校园警察
校园警察或大学警察（英語：Campus police, university police）是美国、英国、加拿大等国的一种警察，通常是学院或大学聘用的警察，用以保护校园和周边地区的私人财产、生活、工作和参观者的安全。

## 美国
根据2004年的一项统计，拥有校警的大学中87%的警察有逮捕的权力，其中90%的警察部门拥有武装。
92%的校警部门负责自行处理调度，即它们是一个自治的部门，不依赖周围的城市警察来履行自己的职责。
此外，部分公立学校区域还拥有自己的警察局，如洛杉矶学校警察局、纽约市警察局学校安全部等等。

## 英国
英国大学里只有剑桥大学有自己的警察部门，1825年大学法案赋予牛津大学和剑桥大学组建警察部门的权力，牛津大学在2003年解散警察部门前一直拥有自己的警察部门。剑桥大学虽然保留了全部的警察权力，但在实践中很少使用。

## 另見
- 学校保安（英语：School security）